# Elizabeth Tan
Elizabeth Tan (nacida el 6 de enero de 1990 en Londres) es una actriz inglesa. Es conocida por sus papeles de Vera Chiang en The Singapore Grip, Li en Emily en París y Maude en el drama de pandillas Top Boy.

## Carrera
Tan interpretó a la princesa Windsor en la serie dramática escolar de BBC One, Waterloo Road. En la serie, las historias de Princess involucran una relación difícil con George (Angus Deayton) y un romance de corta duración con Kevin Chalk (Tommy Lawrence Knight).
Tan apareció como Sulim, una mujer transgénero, en The Syndicate (con Mark Addy), una serie dramática de la BBC que representa a un sindicato de trabajadores de un hospital público en Bradford que participan en una lotería y ganan. Ese mismo año, Tan apareció en la serie de la BBC <i id="mwJw">Way to Go</i> como Ryh-Ming, una comedia televisiva protagonizada por Blake Harrison y creada por Bob Kushell.
Los papeles anteriores de Tan incluyen a Anna Zhou en El fin del viaje, el segundo episodio del final de dos partes de la cuarta temporada de la serie británica de ciencia ficción Doctor Who, Penny Anderson en New Tricks, Lu Choi en Hustle y la enigmática Madame Ching en el drama de fantasía Spirit Warriors. Otras apariciones en televisión de la BBC incluyen Spooks/MI5, Hotel Babylon y la serie de comedia Just for Laughs.
El primer papel de Tan en Bollywood fue el de Pae en la comedia romántica de Amtiaz Ali Love Aaj Kal, protagonizada por Saif Ali Khan y Deepika Padukone. También tuvo un papel en la película Swinging with the Finkels, protagonizada por Martin Freeman, Mandy Moore y Melissa George.
Otros papeles habituales de Tan en 2019 incluyeron a Maude, la novia lesbiana de Jaq, interpretada por Jasmine Jobson, en el drama de pandillas de Netflix Top Boy.
En 2020, Tan apareció en el papel de Vera Chiang en el drama de ITV sobre la Segunda Guerra Mundial, The Singapore Grip, basado en la novela del mismo título de J.G. Farrell y adaptada por Christopher Hampton También se la puede ver en el papel de Li en la serie dramática de Netflix Emily en París, del creador de Sex and the City, Darren Star, que se estrenó en 2020. Ella interpreta a Jun en la película de misterio de Agatha Christie, Agatha and the Midnight Murders.
El primer papel importante de Tan fue interpretar el personaje de Xin Proctor, un estudiante que era el mejor amigo de Tina McIntyre, en la telenovela de ITV de larga duración, Coronation Street, el primer personaje chino regular del programa.

## Filmografía
| Año  | Título                          | Papel            | Notas                           |
| ---- | ------------------------------- | ---------------- | ------------------------------- |
| 2024 | Irish Wish                      | Emma Taylor      | Pelicula para Netflix           |
| 2024 | High Wire                       | Ling             |                                 |
| 2022 | London Kills                    | Kelly Thompson   |                                 |
| 2021 | Crimen en el paraíso            | Bliss Monroe     | Especial de Navidad de 2021     |
| 2020 | Agatha and the Midnight Murders | Jun              |                                 |
| 2020 | Top Boy                         | Maude            |                                 |
| 2020 | Emily en París                  | Li               |                                 |
| 2020 | The Singapore Grip              | Vera Chiang      |                                 |
| 2019 | Resting                         | Linda            |                                 |
| 2019 | The Verge                       | Brains           |                                 |
| 2019 | Access to Work                  | Brains           |                                 |
| 2018 | Luck                            | Angie            |                                 |
| 2018 | Casualty                        | Sau Lai          |                                 |
| 2017 | Waterloo Road                   | Princesa Windsor |                                 |
| 2015 | The Syndicate                   | Sue Lim          |                                 |
| 2015 | Way to Go                       | Ryh-Ming         |                                 |
| 2015 | New Tricks                      | Penny Anderson   |                                 |
| 2014 | Swinging with the Finkels       | Pedi             |                                 |
| 2013 | Love Aaj Kal                    | Pae              |                                 |
| 2012 | Spirit Warriors                 | Madame Ching     |                                 |
| 2011 | Coronation Street               | Xin Proctor      | Personaje regular, 46 episodios |
| 2010 | Hustle                          | Lou Choi         |                                 |
| 2010 | Hotel Babylon                   | Calli            |                                 |
| 2008 | Doctor Who                      | Anna Zhou        | Episodio: El fin del viaje      |